# Józef Bandzo

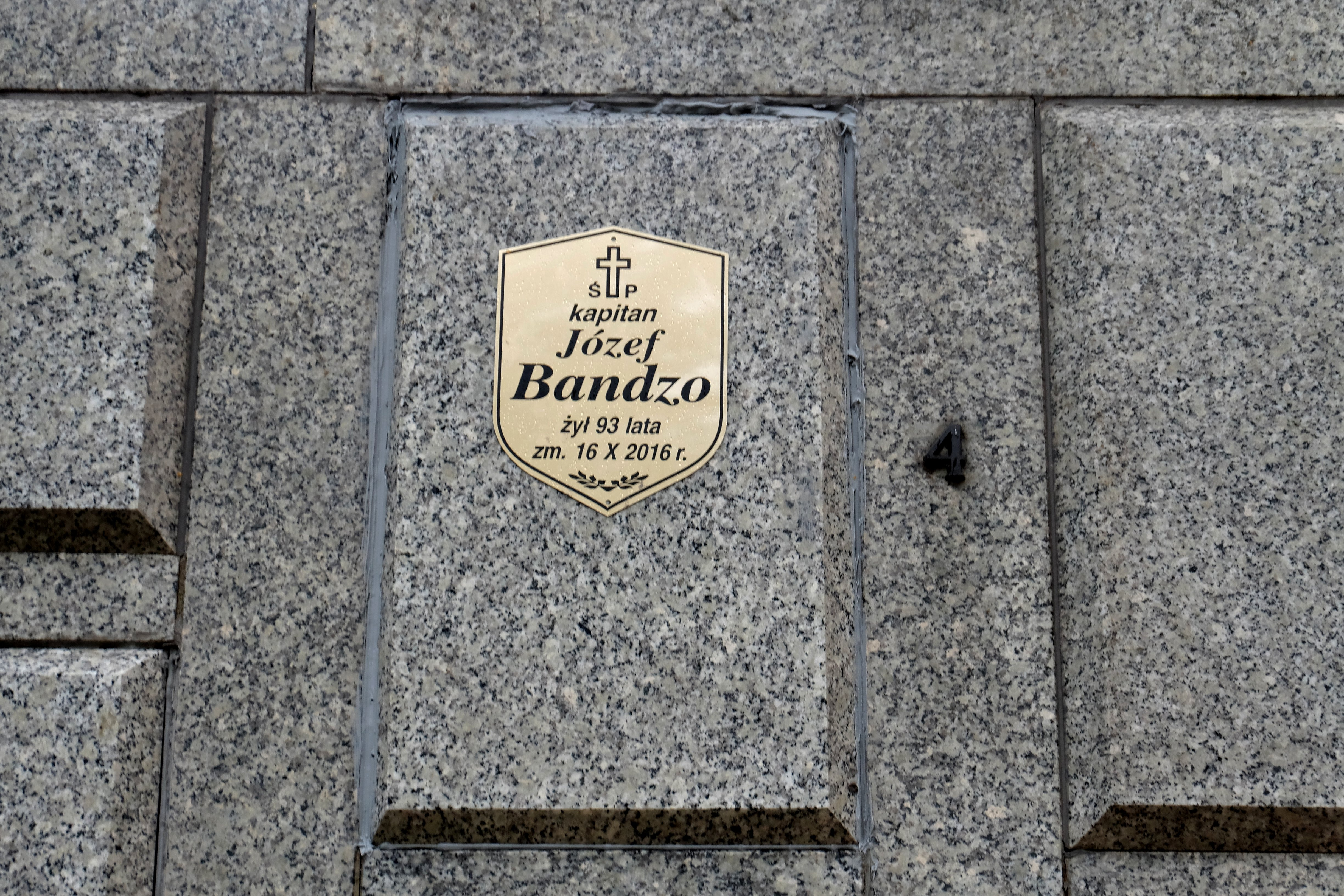
Grób Józefa Bandzo na Cmentarzu Wojskowym na Powązkach w Warszawie

Józef Bandzo, ps. Jastrząb (ur. 21 października 1923 w Wilnie, zm. 16 października 2016 w Wołominie) – kapitan, polski działacz podziemia niepodległościowego w czasie II wojny światowej, a następnie powojennego podziemia antykomunistycznego w Polsce, pośmiertnie awansowany do stopnia podpułkownika.

## Życiorys
Był uczniem Gimnazjum Elektromechanicznego w Wilnie oraz członkiem 11 Wileńskiej Drużyny Harcerzy. We wrześniu 1942 wstąpił w szeregi Armii Krajowej. Służył w oddziale partyzanckim Gracjana Fróga ps. „Góral”, przekształconym następnie w 3 Wileńską Brygadę Armii Krajowej. Był dowódcą drużyny w 1 kompanii szturmowej por. Romualda Rajsa ps. „Bury” w 3 Wileńskiej Brygadzie AK „Szczerbca”. Ciężko ranny w rękę dnia 14 maja 1944 roku w zwycięskiej bitwie pod Murowaną Oszmianką z kolaborującym z III Rzeszą Niemiecką Litewskim Korpusem Lokalnym. Do nadejścia Armii Czerwonej przebywał na leczeniu w miejscowości Glinciszek, gdzie trafił tuż po zbrodni dokonanej w Glinciszkach przez policjantów litewskich na ludności polskiej. Dzięki widocznemu kalectwu uniknął wywiezienia do łagrów po aresztowaniu przez Sowietów w dniu 11 listopada 1944 roku w czasie uroczystości na cmentarzu na Rossie w Wilnie. Korzystając z fałszywych dokumentów, ewakuował się w lutym 1945 roku do tzw. "Polski Lubelskiej" na Lubelszczyznę, gdzie w Lublinie przeszedł operację ręki. Tam dotarły do niego informacje o prowadzonych na Podlasiu walkach oddziałów 5 Wileńskiej Brygady AK mjra Zygmunta Szendzielarza „Łupaszki”. Przyjechał na Podlasie i w Siemiatyczach spotkał dowódcę 1 szwadronu tejże brygady por. Zygmunta Błażejewicza „Zygmunta”, zgłaszając swój akces do dalszej walki. Został ponownie dowódcą drużyny w 2 szwadronie, także tutaj dowodzonym przez „Burego”. Gdy we wrześniu 1945 roku 5 Wileńska Brygada AK została rozwiązana, wraz z niemal całym szwadronem „Burego” przeszedł do Narodowego Zjednoczenia Wojskowego, kontynuującego walkę w 3 Wileńskiej Brygadzie NZW. W ramach NZW walczył do końca 1945 roku. 
Na początku 1946 roku ponownie wrócił pod rozkazy mjra „Łupaszki”. Zameldował się w lutym tego roku w Jodłówce pow. Sztum, tymczasowej siedzibie „Łupaszki”. Został wtedy mianowany dowódcą patrolu dywersyjnego. 
W sierpniu 1946 roku, na własną prośbę został urlopowany. Zamierzał rozpocząć „cywilne” życie, kontynuując naukę i podejmując pracę. 
W 1947 podczas amnestii dokonał ujawnienia zaprzestawszy wcześniej działalności podziemnej. Przez wiele lat był inwigilowany i prześladowany. W roku 1960 został skazany na karę dożywotniego więzienia za przestępstwa gospodarcze. Do czasu wcześniejszego zwolnienia z więzienia w 1976 roku wyrok odsiadywał w różnych więzieniach, siedział m.in. w Barczewie z Erichem Kochem, gauleiterem Prus Wschodnich. 
Mieszkał w Warszawie. W kwietniu 2016 uczestniczył w pogrzebie Zygmunta Szendzielarza ps. „Łupaszko”.
Zmarł 16 października 2016 w hospicjum, w Wołominie. Pośmiertnie został awansowany na stopień podpułkownika. Został pochowany w Kwaterze Polskiego Państwa Podziemnego na Cmentarzu Wojskowym na Powązkach w Warszawie w kwaterze 18D-kolumbarium lewe B-10-4.

## Wybrane odznaczenia
- Krzyż Oficerski Orderu Odrodzenia Polski (2008)[10]
- Krzyż Armii Krajowej